# Biserica de lemn din Pârâu Boia

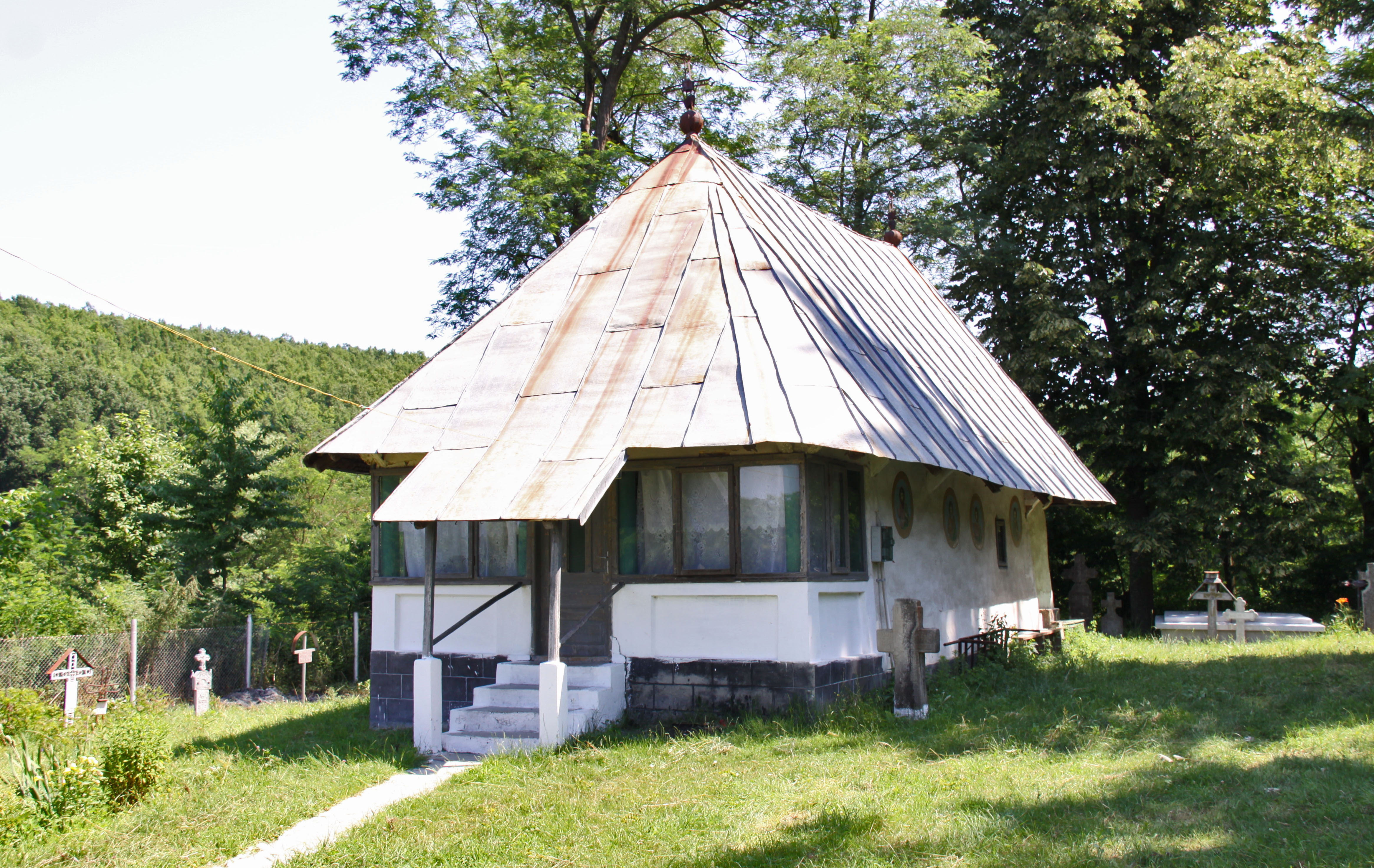
Biserica de lemn din Pârâu Boia, foto: 2009.

Biserica de lemn din Pârâu Boia, cu hramul „Sfântul Nicolae” a fost ridicată în 1740 și refăcută în 1870 în satul Pârâu Boia, Gorj, comuna Jupânești. Biserica nu este cuprinsă pe noua listă a monumentelor istorice din județul Gorj.

## Istoric
Biserica a fost ridicată în 1740 și refăcută în 1870.

## Imagini din exterior

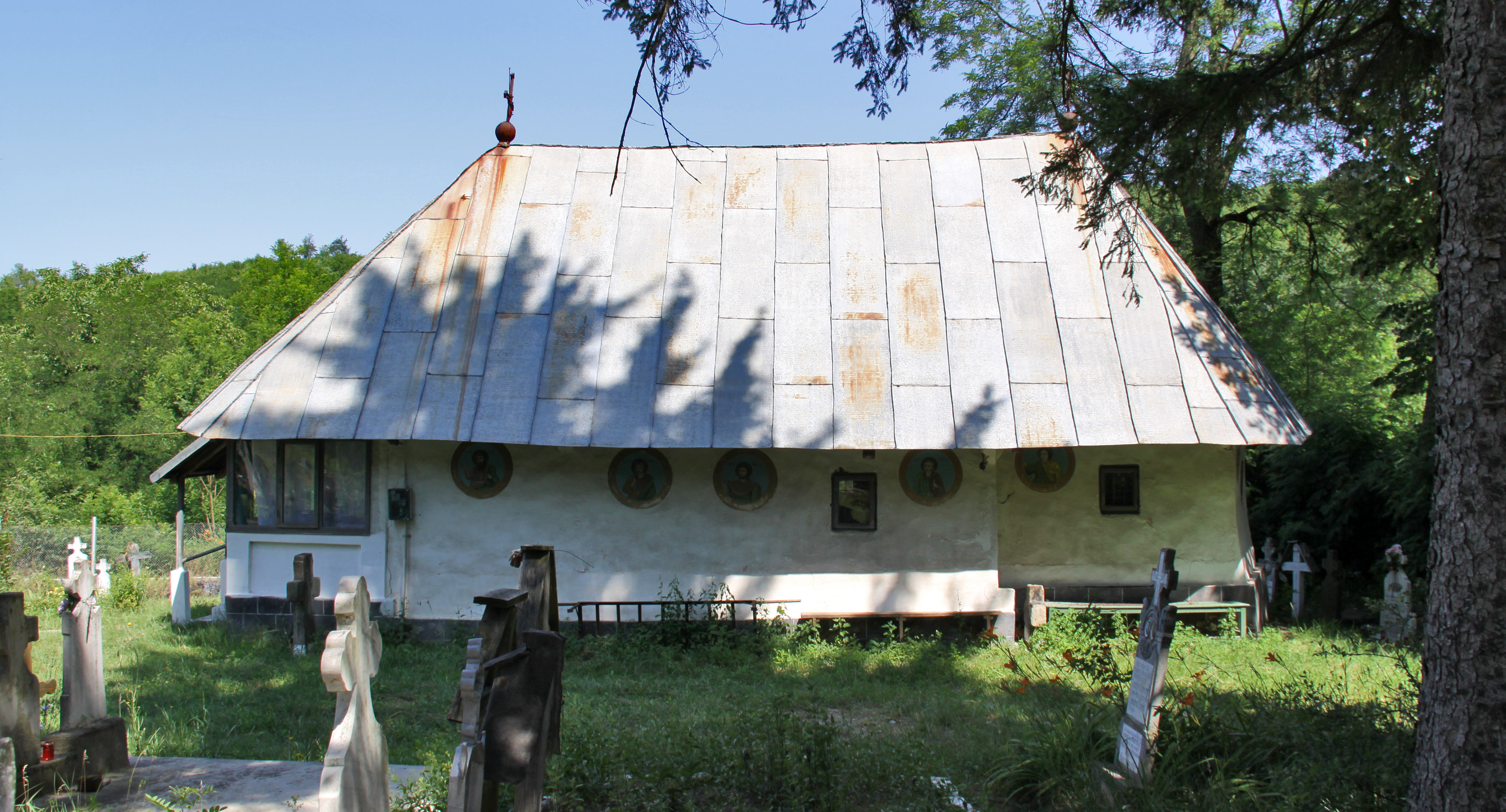
sud
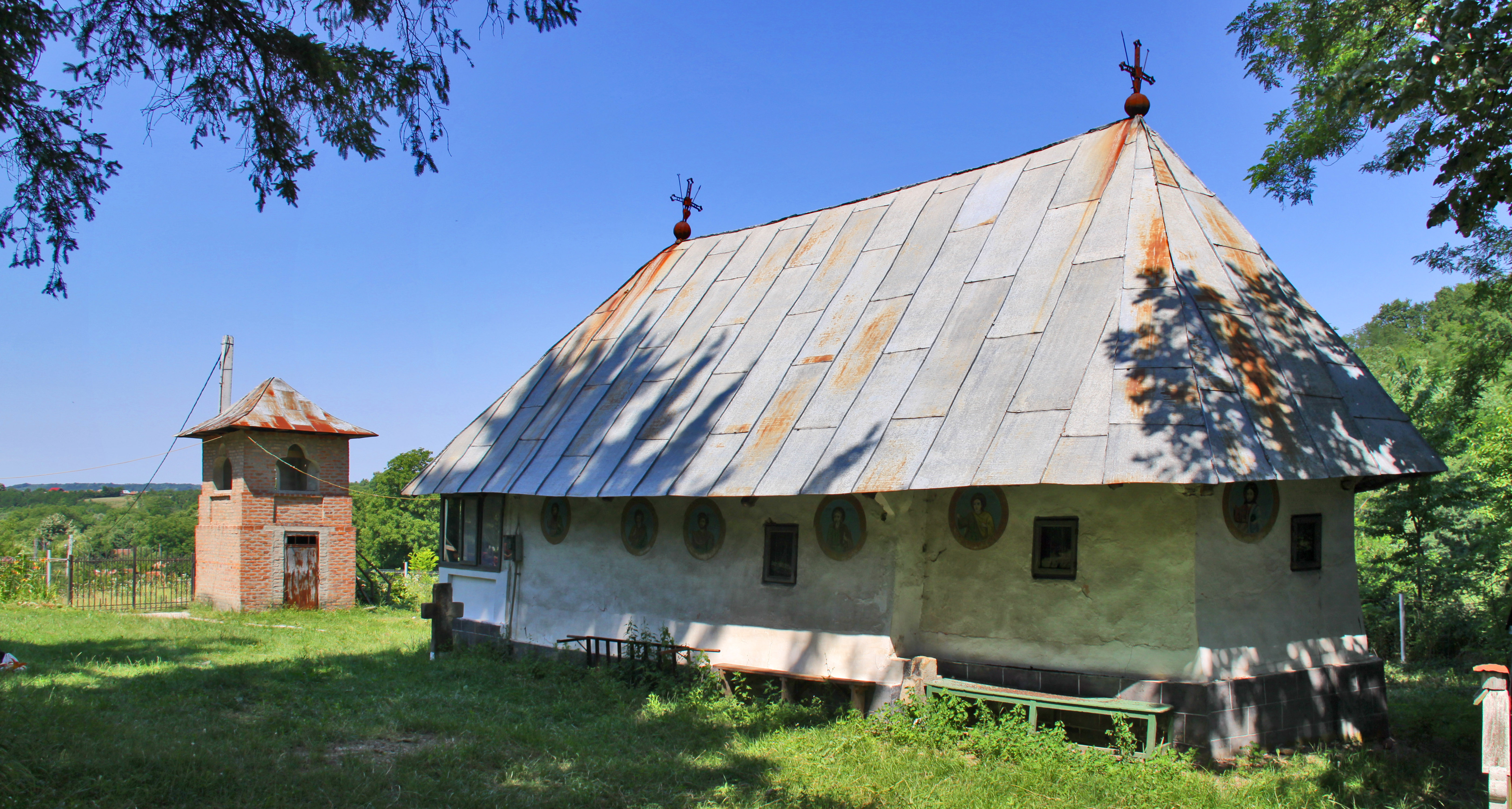
sud-est
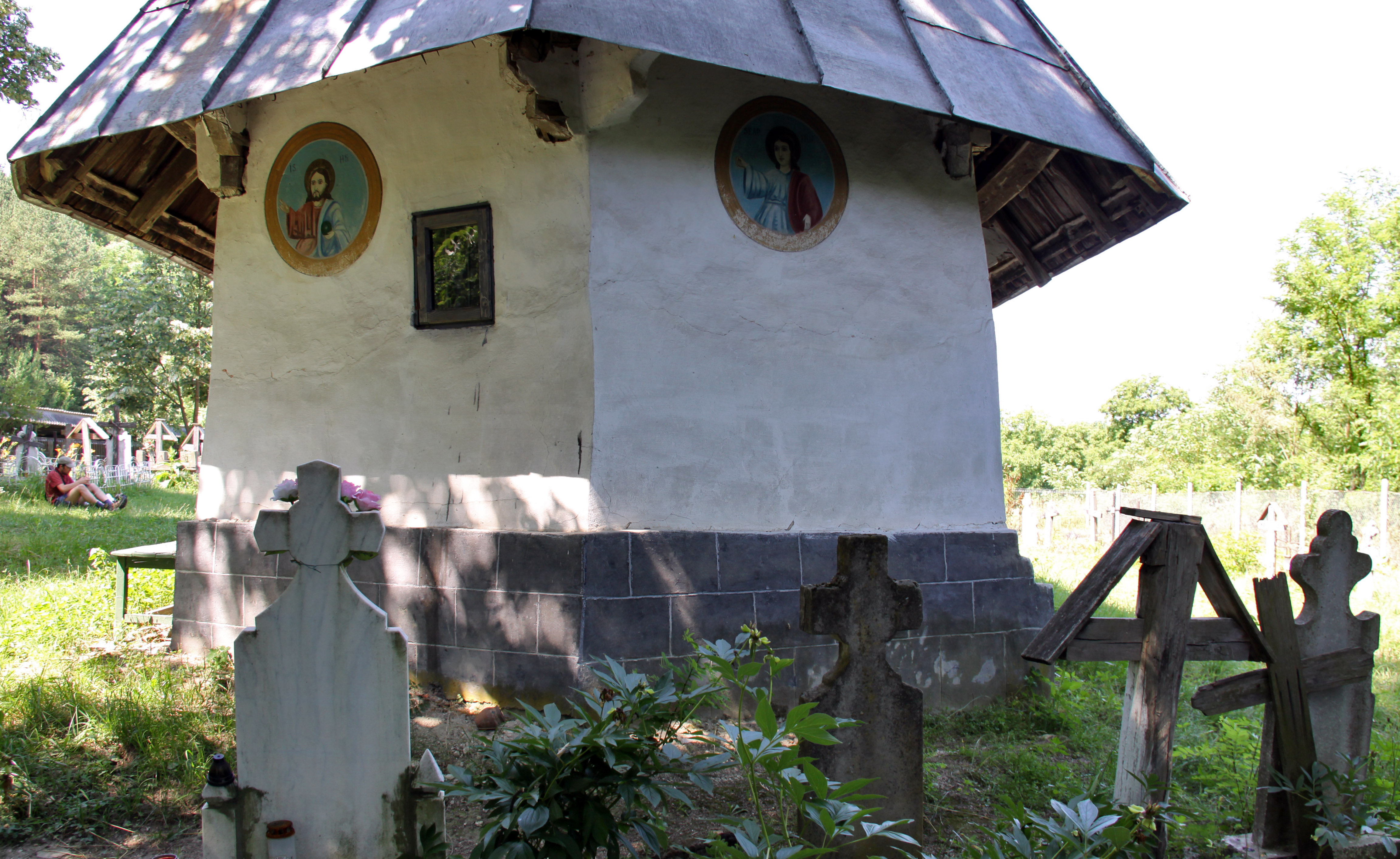
dosul altarului
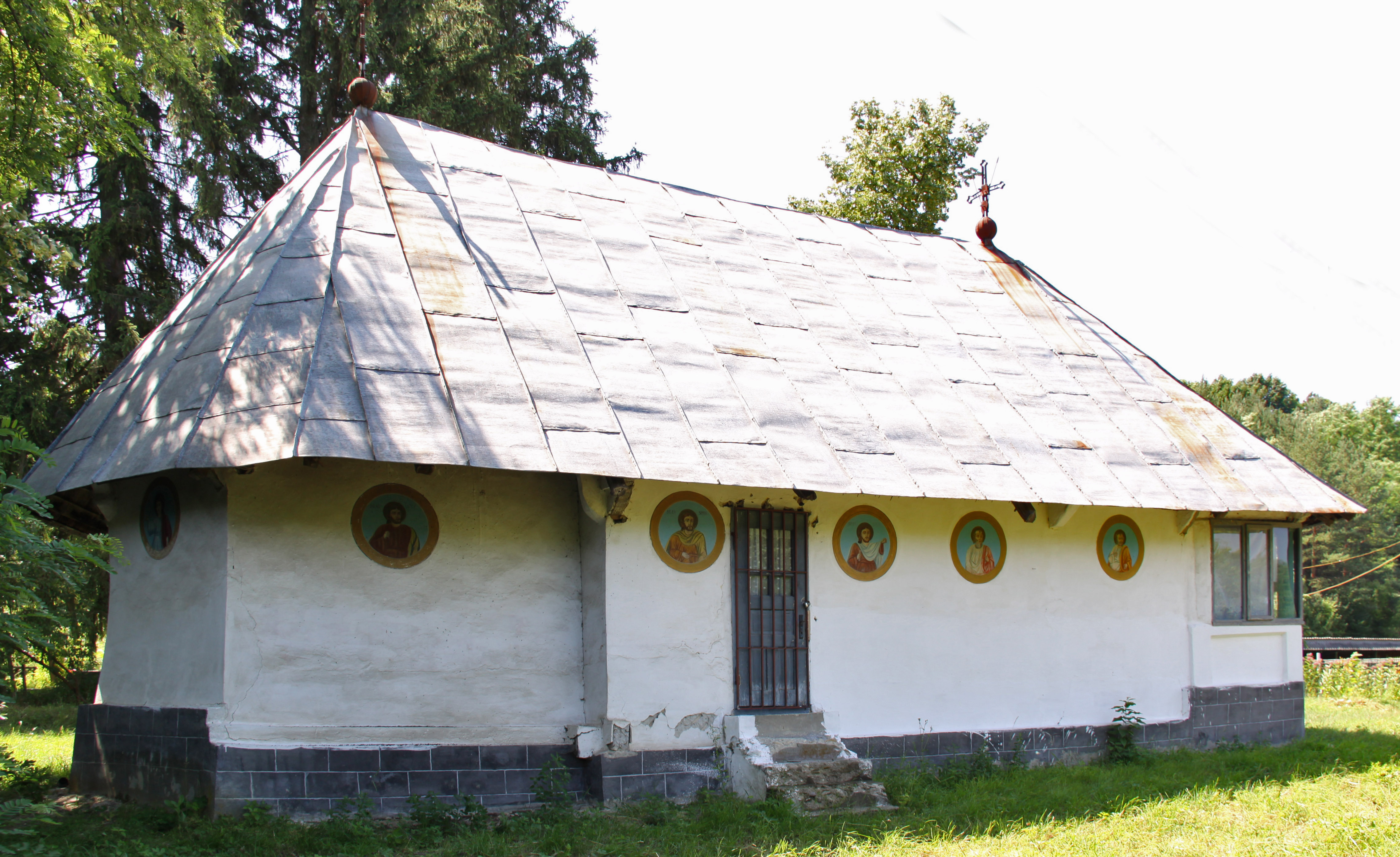
nord
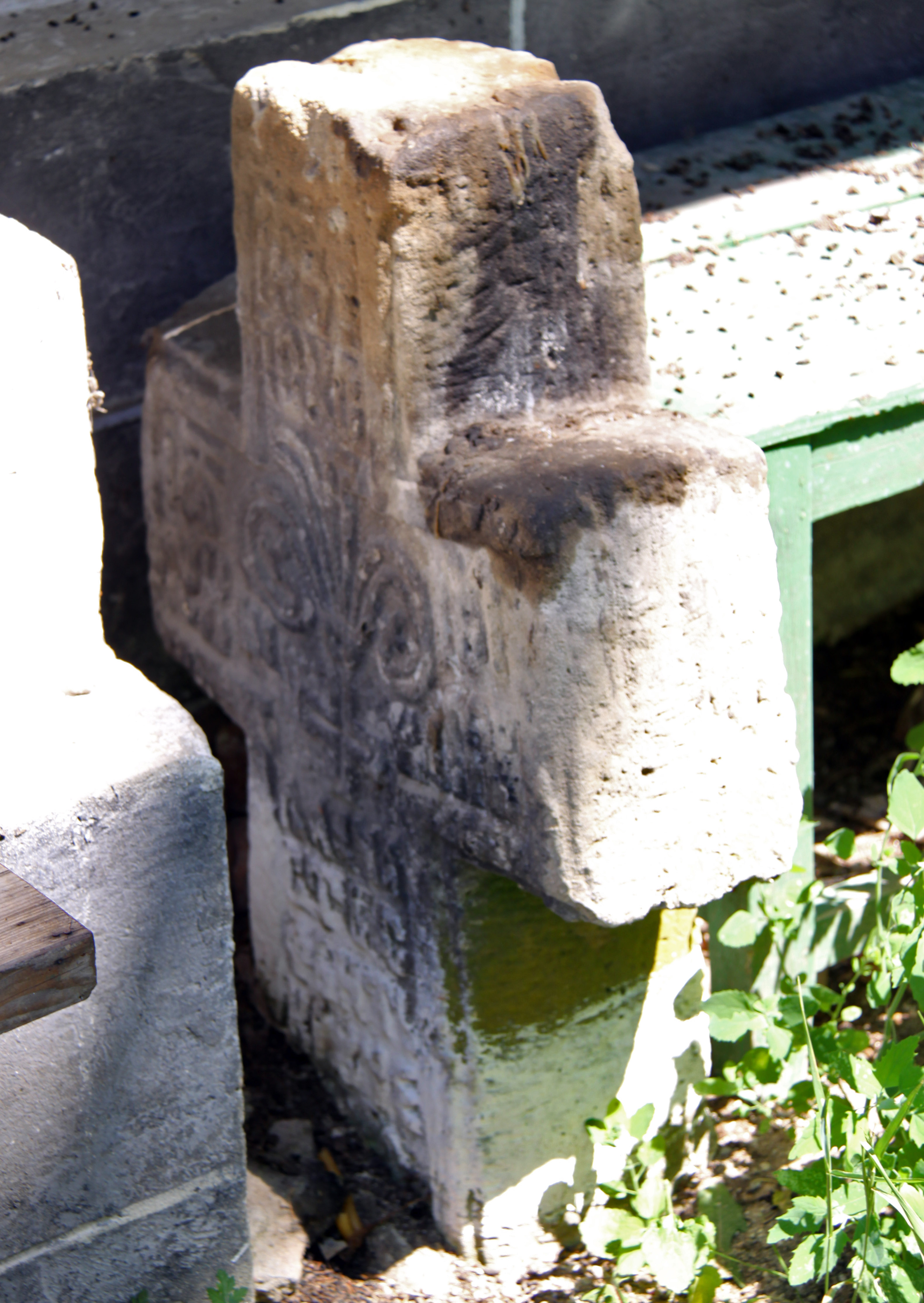
cruce de piatră
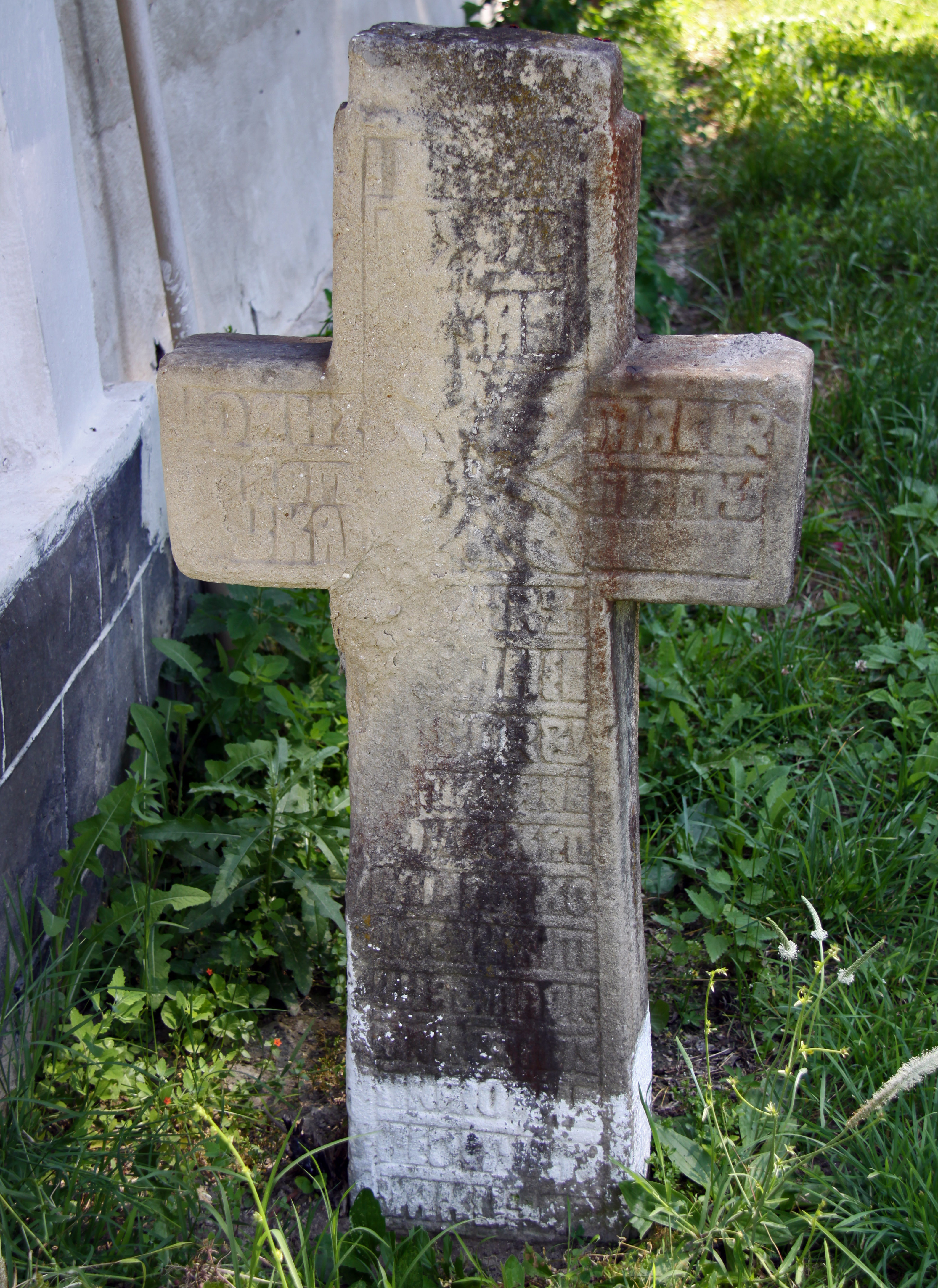
cruce de piatră